# Station Siedliska
Station Siedliska is een spoorwegstation in de Poolse plaats Siedliska.